# Campeonato Maranhense de Futebol de 1994
O Campeonato Maranhense de Futebol de 1994 foi a 73º edição da divisão principal do campeonato estadual do Maranhão. O campeão foi o Maranhão que conquistou seu 10º título na história da competição. O artilheiro do campeonato foi Lamartine, jogador do Caxiense, com 7 gols marcados.

## Premiação
| Campeonato Maranhense de 1994 |
| São Luís                      |
| ----------------------------- |
| Maranhão Campeão (10º título) |